# Кадук алагоазький
Кадук алагоазький (Myrmotherula snowi) — вид горобцеподібних птахів родини сорокушових (Thamnophilidae). Ендемік Бразилії. Вид отримав назву на честь британського орнітолого Девіда Сноу. До 1992 року вважався підвидом ріо-грандського кадука (Myrmotherula unicolor)

## Опис
Довжина птаха становить 9,5 см. Самець повністю сірий. Горло світло-сіре з малопомітною чорною плямкою. Самиця рудувато-коричнева з рудим хвостом. Горло білувате, нижня частиня тіла рудувато-коричнева. Алагоазькі кадуки мають коротші хвости і довші дзьоби, ніж представники споріднених видів.

## Поширення і екологія
Алагоазька кадуки поширені на південно-східному узбережжі Бразилії, в штатах Алагоас (Мурічі) та Пернамбуку (Фрей-Канека, Мата-ду-Бенедіту, Мата-ду-Естаду). Це рідкісний вид птахів, що живе в підліску бразильського атлантичного лісу на висоті від 500 до 790 м над рівнем моря.

## Збереження
МСОП вважає цей вид таким, що знаходиться на межі зникнення. За оцінкою дослідників, популяція алагоазьких кадуків нараховує до 30 птахів. Кадукам загрожує знищення природного середовища: в 1970 році площа лісу в штаті Алагоас, де спостерігалися кадуки, становила близько 70 км², а в 1999 році — 30 км². З метою збереження алагоазьких кадуків була створена природоохоронна територія "Екологічна станція Мурічі".